# Paul Davis (cầu thủ bóng đá, sinh 1968)
Paul Edward Davis (sinh ngày 31 tháng 1 năm 1968 ở London Borough of Newham) là một cầu thủ bóng đá người Anh thi đấu ở Football League, ở vị trí hậu vệ.